# مسجد علاء الدين البصيري
رباط ومسجد علاء الدين البصير هو مبنى أثري يعود تاريخه إلى العصر المملوكي في فلسطين. يقع داخل أسوار البلدة القديمة لمدينة القدس. يبلغ طوله 9 م وعرضه 8 م، ويقع بجانبه مقام علاء الدين البصير، أحد أمراء المماليك. ويسكن فيه عدداً من الجاليات الإفريقية، التي رممته في 1971 بعد أن كان يُستخدم كسجن في السابق.

## تاريخه
يقع المبنى بالقرب من باب الناظر، وتحديداً غرب المدرسة الحسنية وشمال رباط الكرد في الطرف الشمالي من شارع علاء الدين (رقم 17). أي في المكان المعروف حالياً بحبس الدم بالقرب من باب الناظر. وهو يُنسب إلى الأمير علاء الدين أيدغدي، ناظر الأوقاف في بداية العصر المملوكي (بين عامي 1260 و1284) والملقب بالبصير (لأنه كان كفيفاً) وقد أسس المبنى ليكون نزلاً للحجاج المسلمين في (666هـ/ 1268م) كما يفيد نقش التأسيس الذي يعلو مدخله. وقد دُفن به البصير من بعد وفاته.